# دره کور
درۀ کور یا بابا درویش یک پناهگاه صخره‌ای است که کاوُش آن در سال ۱۹۶۶ میلادی توسط لوئی دوپری به نمایندگی از موزه تاریخ طبیعی آمریکا صورت گرفت. این پایگاه باستان‌شناسی در ولایت بدخشان در افغانستان، در نزدیکی شمال‌شرق کَلَفگان، در نزدیکی روستای چنارِ گونجوس‌خان در ۶۳ کیلومتری شرق شهر تالقان، در مسیر جاده بسوی فیض‌آباد، در بلندای بخش دره‌ای در نزدیکی دهکدۀ کوچک بابا درویش واقع است. در رسوب گِل ته‌نشین‌شده توسط جریان آب که لایه‌نهش (؟) شده، دو دورۀ اصلی از سکونت انسان ثبت شده‌است.
از این پایگاه به‌طور تخمینی، ۸۰۰ ابزار سنگی بدست آمده‌است: سنگ چخماق و تیغه‌های داس‌مانند، و نیش‌های بزرگ دیابازی (diabase؛ سنگ بلورین و بازالتی). یافته‌های دیگر شامل ابزار سنگی (celt؛ شبیه تبر)، تراشه‌ها، ابزار کوبنده، تیغه‌ها، جواهرات ساده و ابتدایی، زیاگان (ماهی، جَوَندگان، اسب، و جانوران اهلی‌شده همچون گوسفند، بز و گورخر)، قسمتی از استخوان گیجگاهی راست یک انسان‌سا (Hominid)، شمار زیادی ابزار استخوانی و سه قطعه از قَلع و بُرُنز (مِفرَغ) است. ظروف سفالینه بیشتر از جنس خام، سیاه‌رنگ، و بعضا تزئین‌شده بودند. تنها نمونۀ معماری ۸۰ قرارگاه بودند که به خیمه می‌مانستند. و تنها گورهای بجای‌مانده نیز قطعاتی از بز را در خود جای داده‌بودند.
پایگاه‌های باستان‌شناسی افغانستان از عصر سنگ
پارینه‌سنگی زیرین □
پارینه‌سنگی میانی ■
پارینه‌سنگی بالایی ▲
فراپارینه‌سنگی ○
نوسنگی •
شهر امروزی ◉

توجه: برای مشاهدۀ موقعیت صحیح این پایگاه‌ها از تفکیک‌پذیری (resolution) ابعاد ۱۹۲۰ در ۱۰۸۰ و زوم %۱۰۰ در صفحۀ نمایشگر خود استفاده کنید.

## مطالعۀ بیشتر
- Dupree, L. et al. 1972. Prehistoric Research in Afghanistan (1959-1966) (4.12). Philadelphia.
- Dupree, N.H., Dupree, L., and Motamedi, A.A. 1974. The National Museum of Afghanistan: An illustrated guide (1.83). Kabul.